# Diana de Francia
Diana de Francia, duquesa de Angulema y Étampes (París, 25 de julio de 1538 – París, 11 de enero de 1619), fue una princesa francesa contemporánea de las guerras de religión. También llamada Diana de Castro.

## Primeros años de vida
Era la hija bastarda del delfín Enrique (el futuro Enrique II de Francia) y su amante Filippa Duci, una piamontesa. Ella fue criada por la favorita Diana de Poitiers, lo que causó que algunos dijeran que ella era hija suya y del rey (que es la opinión de Brantome). Tuvo una buena educación, hablaba varios idiomas (español, italiano, latín), tocaba varios instrumentos, como el laúd y bailaba "muy bien". Por otra parte, se consideró una excelente amazona y ávida seguidora de la caza, que persiguió hasta la vejez.
Legitimada en 1548 (a los 10 años), titulada duquesa de Chatellerault en 1563, de Étampes en 1573 y de Angulema en 1582 así
como Dama de Cognac y Merpins.

## Matrimonios
Ella se casó en Siena el 13 de febrero de 1553 con Horacio Farnesio, duque de Castro, nieto del papa Paulo III (nacido en 1532), pero enviudó en el mismo año, cuando Horacio murió en combate en la batalla de Hesdin el 18 de julio.
El 3 de mayo de 1577 en Villers-Cotterêts, se casó por orden de su padre, con Francisco de Montmorency, quién era el hijo menor del condestable de Francia Anne de Montmorency. El condestable dijo en algunos lugares que la hija de Enrique II "era el único de sus hijos que se le parecía".
Diana enviudó por segunda vez en 1579, después de ayudar a convertir a su esposo en líder de los Politiques, un grupo moderado de la iglesia católica en Francia. Después de la muerte de su marido, mandó a construir  en la esquina de la calle de Francs-Bourgeois y la calle Pavee un hermoso hotel conocido hoy bajo el nombre de Hôtel de Angulema-Lamoignon.

## Viudez y últimos años

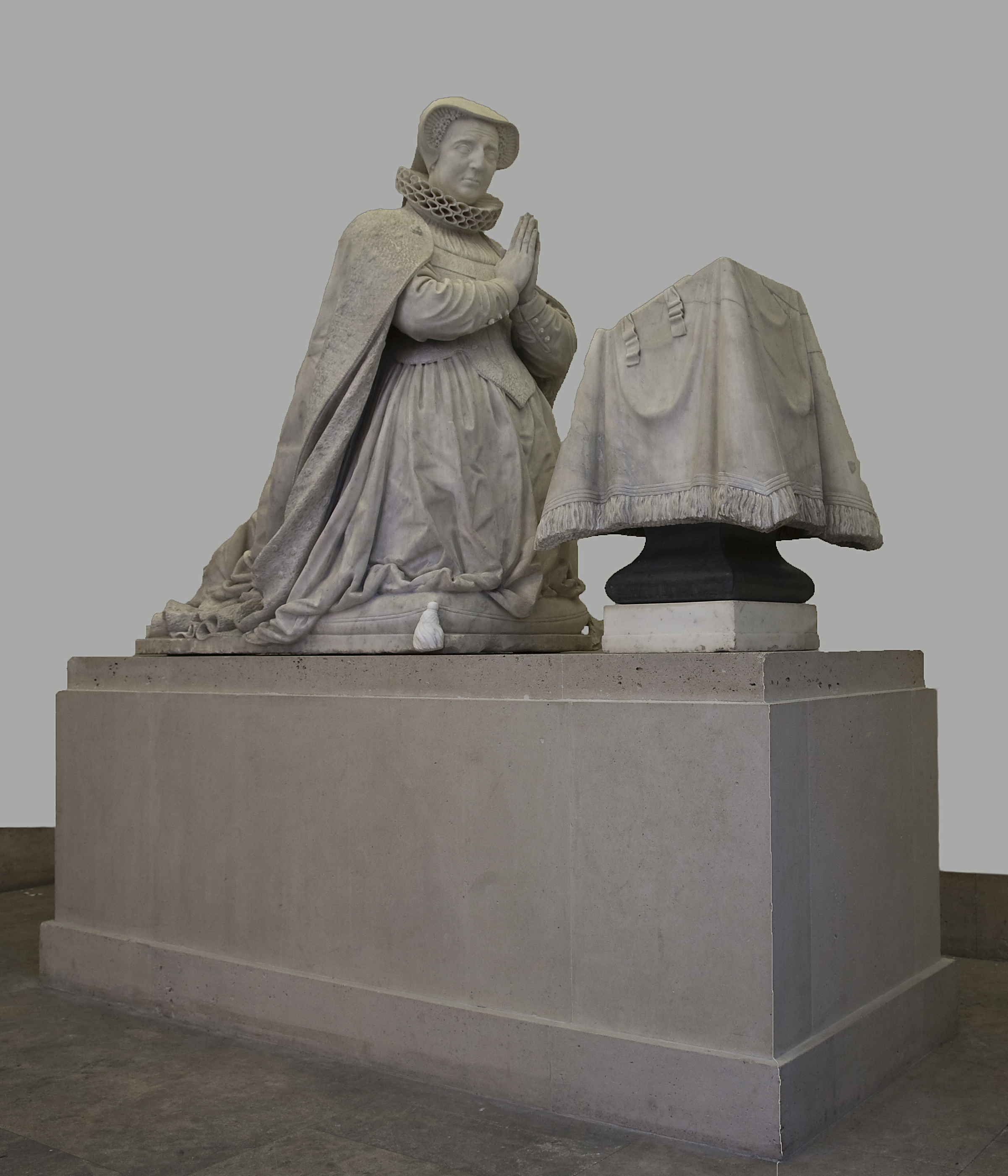
Thomas Boudin: Estatua funeraria de Diana de Angulema, mármol, en 1623 (Biblioteca Histórica de la ciudad de París).

Diana se convirtió en la favorita de su medio hermano Enrique III de Francia, que la hizo Duquesa de Angulema con Infantazgo (mientras viviera), en 1582.
Después de la ejecución sumaria del duque Enrique I de Guisa y su hermano Luis II, cardenal de Guisa (diciembre de 1588), ella negoció la reconciliación de Enrique III con su heredero, el rey Enrique III de Navarra.
Poseía una propiedad en Civray-de-Touraine, la fortaleza Petit Champ, y se estableció en Turena en 1589 tras el asesinato de su medio hermano el rey Enrique III. Ella compró una gran propiedad cerca de Notre Dame de La Riche donde permaneció hasta 1594 (evitando París y las luchas de poder entre la Liga y Enrique de Navarra, que se convirtió en el rey Enrique IV de Francia). En 1594, salió de la Turena y se estableció en Vincennes.
Diana también disfrutó de mucho respeto en la corte del rey  Enrique IV de Francia y supervisó la educación de su hijo Luis XIII, rey de Francia.
En 1609, fue ella la que repatrió los restos de Catalina de Médici de Blois a la Basílica de Saint-Denis al lado de su marido, el rey Enrique II, el padre natural de Diana.
A su muerte en 1619, su funeral tuvo lugar el 5 de febrero y se desarrolló en la Capilla Angulema en la desaparecida iglesia Paulaner en el palacio real (actual Plaza de los Vosgos). su cuerpo fue enterrado en el Minimes del Palacio Real, en París. Ella murió sin descendencia, pues sus hijos (su hija Ana y su hijo Francisco) nacidos de su segundo matrimonio, habían muerto jóvenes.
La figura yacente de la duquesa se encuentra actualmente en un pabellón en el patio de la Biblioteca Histórica de la ciudad de París, con su sobrino Carlos de Valois-Angulema.
Al morir, sus cartas revelan su supervivencia como una mujer de gran coraje y tolerancia.